# Лубенский винодельный завод
Лубенский винодельный завод (укр. Лубенський виноробний завод) — предприятие пищевой промышленности в городе Лубны Полтавской области.

## История
Предприятие было создано как ликёро-водочный завод и в дальнейшем преобразовано в винодельный завод. В советское время входило в число ведущих предприятий города.
После провозглашения независимости Украины завод перешёл в ведение министерства сельского хозяйства и продовольствия Украины.
В марте 1995 года Верховная Рада Украины внесла завод в перечень предприятий, приватизация которых запрещена в связи с их общегосударственным значением.
В январе 2002 года Фонд государственного имущества Украины передал завод в управление компании ООО "Алко Трейдинг", после чего государственное предприятие было преобразовано в арендное предприятие.
В июле 2011 года завод производил 15 наименований спиртных напитков.
В мае 2016 года Кабинет министров Украины вынес на рассмотрение вопрос о возможности приватизации завода.
В 2017 году договор аренды был разорван и завод был реорганизован в государственное предприятие.